# Skär fräkenskål
Skär fräkenskål (Roseodiscus rhodoleucus) är en svampart som först beskrevs av Elias Fries, och fick sitt nu gällande namn av Baral 2006. Skär fräkenskål ingår i släktet Roseodiscus och familjen Helotiaceae.  Arten är reproducerande i Sverige. Inga underarter finns listade i Catalogue of Life.